# Royère-de-Vassivière
Royère-de-Vassivière – miejscowość i gmina we Francji, w regionie Nowa Akwitania, w departamencie Creuse.
Według danych na rok 1990 gminę zamieszkiwało 670 osób, a gęstość zaludnienia wynosiła 9 osób/km² (wśród 747 gmin Limousin Royère-de-Vassivière plasuje się na 195. miejscu pod względem liczby ludności, natomiast pod względem powierzchni na miejscu 5.).

## Populacja

Populacja Royère-de-Vassivière w latach 1962–2008